# Deontostoma anchorilobatum
Deontostoma anchorilobatum är en rundmaskart som först beskrevs av Allgen 1949.  Deontostoma anchorilobatum ingår i släktet Deontostoma och familjen Leptosomatidae. Inga underarter finns listade i Catalogue of Life.